# 상영 (백제)
상영(常永, ?~?)은 백제의 관리이자, 신라의 6두품 귀족으로 충상과 함께 일길찬(一吉飡)을 역임하였다.

## 생애
660년 8월 20일 (음력 7월 9일) 신라와 당이 연합하여 백제를 공격하자 계백과 함께 김유신이 지휘하는 5만 신라 정예군과 황산벌에서 싸웠다. 그러나 참패하여 계백을 포함한 4980명이 전사했고, 충상과 상영 등 20여 명은 신라에 투항하였다. 상영과 충상은 신라의 태종무열왕으로부터 6두품과 일길찬 벼슬을 받아 신라 귀족으로 편입되었다.

## 상영이 등장한 작품
- 《삼국기》-(KBS, 1992년~1993년, 배우: 차기환
- 《대왕의 꿈》-(KBS, 2012년~2013년, 배우: 원석연

## 참고 문헌
- 김부식 (1145), 《삼국사기》 〈권28 백제본기 제육(百濟本紀第六) 의자왕(위키문헌 번역본)〉 /(국사편찬위원회 > 한국사데이타베이스 번역본)